# تيريزا ماي
تيريزا ماري ماي (بالإنجليزية: Theresa May)‏؛ مواليد 1 أكتوبر 1956) هي سياسية بريطانية ورئيسة وزراء المملكة المتحدة حتى 24 يونيو 2019، وزعيمة حزب المحافظين منذ 13 يوليو 2016 خلفاً لديفيد كاميرون حتى تاريخ 23 يوليو 2019 بعد انتخاب بوريس جونسون خلفًا لها لزعامة الحزب. وهي ثاني امرأة تتولى رئاسة الوزراء في تاريخ بريطانيا بعد مارغريت تاتشر، وثالث سياسي بريطاني يتولى المنصب دون انتخابات رسمية، فقد أصبحت المرشحة الوحيدة إثر انسحاب منافستها وزيرة أندريا ليدسوم من السباق على زعامة حزب المحافظين. ولدت في إيستبورن، وتولت سابقاً منصب وزيرة الداخلية في الفترة ما بين 12 مايو 2010 إلى 13 يوليو 2016.
في 12 ديسمبر 2018، قدم 48 نائباً محافظاً رسائل عدم الثقة لرئيس لجنة 1922 السير غراهام برادي، مما استدعى إجراء تصويت بعدم الثقة في قيادتها للحزب. قبل التصويت، قالت ماي في وقت لاحق من ذلك اليوم أنها لن تقود حزبها في الانتخابات العامة المقبلة المقرر إجراؤها في عام 2022. فازت في الاقتراح، حيث صوّت 200 من أعضاء البرلمان المحافظين لدعم قيادتها، في حين صوّت 117 ضدها. في 24 مايو 2019 اعلنت أنها ستستقيل من منصب رئاسة الوزراء في 7 يونيو 2019.

## حياتها
ولدت تيريزا ماي يوم 1 أكتوبر1956 في مدينة إيستبورن، في مقاطعة ساسكس جنوب إنجلترا، لأسرة تنتمي إلى الطبقة الوسطى وهي ابنة للقس هوبير براسير. وبحسب صحيفة الغارديان البريطانية فقد كان حلم الحياة السياسية يراودها منذ سن الثانية عشر.
تريزا ماي نشأت طفلة وحيدة ليس لديها أشقاء، والتحقت تيريزا بمدرسة سانت هيغ كالاج الخاصة بالفتيات حينذاك، حيث درست مادة الجغرافيا، وأكملت تعليمها في جامعة أوكسفورد وارتبطت بفيليب ماي عام 1980 وفقدت والدها في حادث سير، وتوفيت والدتها بعد أشهر قليلة من ذلك إثر إصابتها بمرض عضال. وأصيبت تريزا بداء السكري، ولم ترزق بأطفال.
عملت تريزا ماي لصالح بنك إنجلترا لسنوات عديدة. وتحصلت منها على بكالوريوس في الآداب. وبدأت ماي مسيرتها المهنية في الاقتصاد حيث التحقت ببنك إنجلترا، واستمرت فيه حتى عام 1983، قبل أن تنتقل بعد ذلك للعمل في «المؤسسة من أجل خدمات تخليص الدفع»، واستمرت في هذا العمل حتى عام 1997.
يعرف عنها أنها امرأة متحفظة وتكره الأضواء حتى أنها لا تحبذ كثيرًا الظهور الإعلامي، وهذا ما حاولت فعله طوال مسيرتها السياسية. كما تعرف بحبها للأحذية والملابس وعلقت على ذلك بالقول: «يمكنك النجاح في تحقيق مسار سياسي ناجح، وفي نفس الوقت عشق الأحذية والملابس».

## مسيرتها السياسية
في عام 1986 دشنت تيريزا ماي المسؤولية السياسية داخل حزب المحافظين بانتخابها كمستشارة في إقليم لندن ميرتون قبل أن تتخلى عن المنصب في 1994. وانتخبت في عام 1997 نائبة محافظة في دائرة ميدنهيد جنوب إنجلترا. وفي 2002 أصبحت النائبة العامة لحزب المحافظين، وهي أول امرأة تتولى هذا المنصب.
وشغلت مناصب متعددة في صلب حزب المحافظين بين 1999 و2010 حيث كلفت بملفات البيئة والأسرة والثقافة وحقوق المرأة والعمل. كما كانت سندا قويا لديفيد كاميرون الذي أصبح رئيساً عام 2010.

### وزيرة للداخلية
ظهرت على الساحة الإعلامية عندما عينت وزيرة للداخلية، وكذلك وزيرة المرأة والمساواة، بعد فوز المحافظين برئاسة ديفيد كاميرون بانتخابات 2010. جدد لها الثقة من جديد كوزيرة للداخلية بعد الانتخابات العامة في 2015، لتصبح صاحبة أطول مدة خدمة في هذا المنصب منذ 1892.

#### الهجرة ولم الشمل
وانتهجت سياسة حازمة بخصوص الهجرة واللاجئين بادعاء أن الهجرة تعرقل بناء تماسك المجتمع، واعتبرت أن اللاجئين تسببوا في أن الكثير من البريطانيين يضطرون إلى العمل بأجور منخفضة أو حتى عاطلين من العمل. لذلك دعت إلى ضرورة ضبط الحدود، وإصلاح قوانين الهجرة، بحيث تشمل إجراءات ردع للحد من تدفق المهاجرين إلى بريطانيا، فحذفت قاعدة لم الشمل العائلي بالنسبة للأسر الفقيرة من المهاجرين، إذ منعت مواطنين بريطانيين يقل دخلهم السنوي عن 18,600 جنيه إسترليني من جلب أزواجهم الأجانب أو أطفالهم إلى بريطانيا، كما عارضت مشروع استقبال حصص من المهاجرين التي اقترحها الإتحاد الأوروبي. إضافة إلى ذلك قدمت اقتراح لقانون تجسس يلزم جميع شركات الهاتف النقال والإنترنت بتخزين الصفحات التي يفتحها أي زبون.

#### رجال الدين المسلمين
اتخذت خلال مناصبها الحكومية عدة إجراءات، فكانت وراء جهود مكافحة ما يعرف بالتطرف الإسلامي، ومن ضمن إجراءات هذه المكافحة كان برنامج يطلب من المدرّسين إبلاغ الشرطة عن أي آراء أو تصرفات مشبوهة للطلاب، وقد اتضح أن أكثر من 90% من البلاغات التي وصلت للشرطة ضمن البرنامج غير صحيحة، وهذا ما عرض ماي إلى انتقادات منظمات حقوق الإنسان.
وقفت ماي بقوة وراء قضية اعتبار جماعة الإخوان المسلمين جماعة إرهابية، كما عرفت بوقوفها خلف منع الداعية المسلم الشهير ذاكر نايك من دخول بريطانيا لمدة خمس سنوات بدعوى «تحريضه على الإرهاب»، التي نفاها هو، مدعياً أن العالم كله يعترف بجهوده في الترويج لسماحة الإسلام وقيم التعايش والمحبة والسلام.
كما اشتهرت أيضًا بوقوفها خلف عملية ترحيل الأردني عمر محمود عثمان، المعرف بأبو قتادة، وهي مهمة فشل فيها المسؤولون البريطانيون منذ 2003، حيث صادقت بريطانيا رسميا عام 2013 على اتفاق مع الأردن لتسهيل ترحيل أبو قتادة الذي واجه محاكمات وتهما بالأردن تتعلق بـ«أعمال إرهابية». وهدف الاتفاق الثنائي، الذي صادق عليه ملك الأردن عبد الله الثاني، إلى تبديد مخاوف بشأن التعذيب عبر عنها مراراً القضاء البريطاني لتبرير رفضه ترحيله، وتحظر الاتفاقية استخدام الأدلة المنتزعة تحت التعذيب، وتضمن حماية حقوق الإنسان. وقد أطلق سراح أبو قتادة لاحقًا عام 2014 بعدما برأه القضاء الأردني من التهم المنسوبة إليه.
في يونيو 2011 أصدرت قرار بحظر دخول الشيخ رائد صلاح إلى بريطانيا بدعوى أنه يدعم الإرهاب، وبأنه ألف قصيدة معادية للسامية، لكن الشيخ رائد دخل بريطانيا وأفرج عنه عندما وضعته ماي تحت الإقامة الجبرية والرقابة المشددة لعدة شهور، وذلك بقرار محكمة عليا خاصة بالهجرة أثبت أن «تيريزا ماي كانت تحت تأثير إساءة فهم للحقائق، وأن الشيخ لم يشكل أي تهديد على البلاد».

### رئيسة للوزراء
كان من المقرر أن تتنافس ماي ضد وزيرة الدولة لشؤون الطاقة ليدسوم في تصويت لنحو 150 ألفًا من أعضاء حزب المحافظين، على أن تعلن النتيجة في 9 سبتمبر 2016 وذلك خلفا لديفيد كاميرون الذي التزم بتقديم استقالته يوم 13 من الشهر نفسه، إثر استفتاء خروج بريطانيا من الاتحاد الأوروبي. بدأت الانتخابات الداخلية بالفعل، وفازت ماي بأول اقتراع للحزب في 5 يوليو 2016، وبعد يومين فقط استطاعت الحصول على أصوات 199 نائب بمجلس العموم. لكن ليدسوم انسحبت فجأة بعد حملة انتقادات حادة وجهت لها إثر تلميحها بأحد خطاباتها لعدم وجود أطفال لمنافستها، وذلك إلى جانب طرح تساؤلات بشأن ما إذا كانت قد بالغت في سيرتها الذاتية. لتصبح ماي المرشحة الوحيدة لهذا المنصب، ويتم اختيارها آليا من قبل اللجنة الداخلية، وبالتالي تولت رئاسة الوزراء يوم الاثنين 11 يوليو 2016.
ورغم أنها كانت من الداعين للبقاء بالحضن الأوروبي، وخاضت حملة للبقاء داخل الاتحاد الأوروبي، فإن ماي تعهدت بتفعيل الخروج من الاتحاد واستبعدت تنظيم استفتاء ثاني حول الموضوع ورفضت أي محاولة للانضمام مرة أخرى. واستحدثت حقيبة في التشكيلة الوزارية مهمتها الإشراف على مفاوضات الخروج من الاتحاد الأوروبي، وأسندتها إلى دايفيد دايفيس. ومع هذا، إلا أنّها لم تتسرع في الاستجابة للضغوط الدافعة نحو بدء المفاوضات سريعًا على شروط انسحاب بريطانيا من الاتحاد الأوروبي، إذ قالت إنها لن تسمح باستعجالها لتفعيل المادة 50 من معاهدة لشبونة؛ للبدء في مفاوضات الخروج من الاتحاد الأوروبي قبل نهاية 2016. وأكدت أنها ستعمل على وضع خطة للانسحاب من الاتحاد، وإقامة علاقات تجارية جديدة مع أوروبا، وبقية العالم.

## تيريزا ماي والنووي
ردت تيريزا على سؤال حول ما إذا كانت مستعدة للمصادقة على توجيه ضربة نووية قد تقتل مئات آلاف الأبرياء فقالت:«نعم، وعلي أن أقول لكم إن هدف امتلاك ترسانة الردع النووي يكمن في أن يعلم أعداؤنا أننا مستعدون لذلك» وكان ذلك في جلسة لمجلس العموم البريطاني بشأن تحديث ترسانة الردع النووي البريطانية.

## محاول اغتيالها
في يوم 6 ديسمبر 2017 أفادت وسائل إعلامية بريطانية إحباط مؤامرة لاغتيال تيريزا ماي قبل اسبوع وكشفت أن المخطط كان يتضمن إلقاء قنبلة يدوية على مقر ماي، ومن ثم طعنها بالسكاكين وألقت الشرطة البريطانية القبض على رجلين اشتبهت في تخطيطهما لنسف بوابات مقر الحكومة البريطانية في لندن، واغتيال ماي وتم محاكمتهم في محكمة في ويستمنستر.
| المناصب السياسية       | المناصب السياسية                                           | المناصب السياسية   |
| ---------------------- | ---------------------------------------------------------- | ------------------ |
| سبقه ديفيد كاميرون     | وزير الخدمة المدنية البريطاني 2016 -                       | تبعه               |
| سبقه ديفيد كاميرون     | رئيس وزراء المملكة المتحدة 2016 -                          | تبعه               |
| سبقه ديفيد كاميرون     | سيد الخزانة الأول 2016 -                                   | تبعه               |
| سبقه ديفيد كاميرون     | زعيم حزب المحافظين 2016 -                                  | تبعه               |
| سبقه ألان جونسون       | وزير الدولة للشؤون الداخلية 2010 - 2016                    | تبعه               |
| سبقه هاريت هارمان      | وزير المرأة والمساواة 2010 - 2012                          | تبعه ماريا ميلر    |
| سبقه Chris Grayling    | وزير دولة - ظل - للعمل والمعاشات 2009 - 2010               | تبعه Yvette Cooper |
| سبقه Chris Grayling    | وزير الدولة لشؤون العمل والمعاشات 2009 - 2010              | تبعه Yvette Cooper |
| سبقه Chris Grayling    | زعيم ظل مجلس العموم 2005 - 2009                            | تبعه Alan Duncan   |
| سبقه John Whittingdale | وزير دولة - ظل - للثقافة والإعلام والرياضة 2004 - 2005     | تبعه Hugo Swire    |
| سبقه Tim Collins       | وزير دولة - ظل - لشؤون البيئة والغذاء والقروية 2003 - 2004 | تبعه Tim Yeo       |
| سبقه David Davis       | رئيس حزب المحافظين 2002 - 2003                             | تبعه ليام فوكس     |
| سبقه                   | عضو البرلمان في المملكة المتحدة 1997 -                     | تبعه               |

## روابط خارجية
- تيريزا ماي على موقع IMDb (الإنجليزية)
- تيريزا ماي على موقع الموسوعة البريطانية (الإنجليزية)
- تيريزا ماي على موقع مونزينجر (الألمانية)
- تيريزا ماي على موقع قاعدة بيانات الفيلم (الإنجليزية)
- تيريزا ماي على موقع كينوبويسك (الروسية)